# عشتار (مسلسل)
عشتار مسلسل سوري من تأليف أمل عرفة وإخراج ناجي طعمي وإنتاج سورية الدولية للإنتاج الفني، وعُرض عام 2004  في الموسم الرمضاني .

## قصة المسلسل

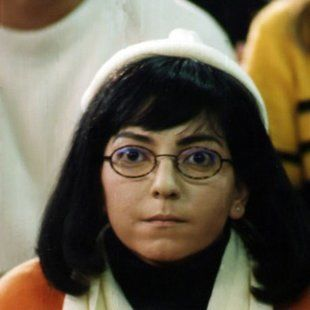
أمل عرفة في شخصية عشتار في المسلسل السوري الذي يحمل ذات الاسم.

يحكى المسلسل قصة فتاة اسمها عشتار..يكون اسمها لعنة عليها وبسببه يتم طلاق والديها..تبدأ القصة منذ أن كانت عشتار في المرحلة الثانوية ومواقفها مع زميلاتها بالمدرسة ومدى طيبتها ومدى ما تتعرض له من قسوة ابتعاد والدها ووالدتها عنها وحياتها مع جدتها..تدخل عشتار المعهد التجارى وتقع في حب أستاذها في الجامعة (رامز) الذي يستغل مشاعرها نحوه ويجعلها تكتب المنزل الذي تركته لها جدتها باسمه زعما بأن ذلك سيمكنه من السفر لأمريكا ومن ثم يبعث لها ويتزوجها..تكتشف عشتار الخدعة بعد فوات الأوان فتنهار..تصل عمتها من السفر وتساعدها على الخروج من أزمتها وتأخذها معها إلى لبنان حيث تتعرف على (جواد بك) الرجل العجوز الثرى الذي يساعدها على تغيير شكلها تماما وعلى أن تصبح مطربة..و اتخذت لها اسما فنيا هو (نيرمين)..تكتشف عشتار أن جواد قد جعل الطبيب يغير شكل عشتار إلى شكل زوجته المتوفاة وتعتبر ذلك خديعة كبرى فتغادر منزل جواد وتمر بعدد من المواقف إلى أن تعرف بوفاة جواد ووصيته بمبلغ شهرى كبير لعشتار وان تؤول ملكية فيلا جواد لها ..تعود عشتار للسكن بفيلا  جواد وتسعى لأن تصبح مطربة مشهورة وبعد محاولات عدة تصل ل (وجيه الخلال ) صانع النجوم الذي يصنع لها اسما في الوطن العربى..تستقل عشتار عن وجيه الخلال  وتقرر عمتها العودة للاستقرار في سوريا وهناك تلتقى عشتار مرة أخرى برامز الذي أصبح رجل أعمال شهير الذي طلبها لعمل دعاية خاصة بمحل مجوهرات تابع له ومن ثم وقع في حبها وهو لا يعلم بأنها ضحيته الأولى فتسعى للانتقام منه ويحاول هو بعد ذلك تشويه صورتها عندما هددته بفضح جرائمه وصفقاته الغير مشروعة..في النهاية يدخل رامز السجن وتنهض عشتار من انتكاستها وتصلح علاقتها بأبيها.

## الممثلون
بعض أسماء الممثلين والممثلات الذين شاركوا في العمل:
- أمل عرفة
- عبد المنعم عمايري
- سلمى المصري
- صباح الجزائري
- سليم كلاس
- معن عبد الحق
- جرجس جبارة
- أندريه سكاف
- زهير عبد الكريم
- نضال سيجري
- ديمة بياعة
- مانيا نبواني
- هالة شوكت
- خالد تاجا
- وفاء موصللي
- كاريس بشار
- ألان زغبي
- أنطوان كرباجا
- ريتا برصونا
- كارول الحاج
- يوسف حداد
- أحمد الزين
- آمال عفيش

## وصلات خارجية
برومو مسلسل عشتار على يوتيوب